# Wybory parlamentarne w Indonezji w 1997 roku
Wybory parlamentarne w Indonezji w 1997 roku odbyły się 29 maja. Były to szóste wybory zorganizowane w kraju po przejęciu władzy przez gen. Suharto (siódme w historii niepodległej Indonezji po wyborach z 1955, 1971, 1977, 1982, 1987 oraz 1992 roku). Były to również ostatnie wybory zorganizowane przez reżim Suharto który upadł rok później.
Po przeprowadzonych zmianach w prawie wyborczym, do zdobycia w wyborach było 425 mandatów w liczącej 500 miejsc Ludowej Izbie Reprezentantów (w poprzednich wyborach Indonezyjczycy wybierali 400 posłów). Zmiany dotyczyły również liczby parlamentarzystów związanych z armią oraz mianowanych bezpośrednio przez Suharto (75 zamiast 100).

## Wyniki
| Ugrupowania                         | Liczba głosów | %     | Liczba mandatów |
| ----------------------------------- | ------------- | ----- | --------------- |
| Golkar                              | 82 394 419    | 74,27 | 325             |
| Zjednoczona Partia na rzecz Rozwoju | 25 135 647    | 22,66 | 89              |
| Indonezyjska Partia Demokratyczna   | 3 308 003     | 3,07  | 11              |
| Łącznie                             | 110 938 069   | 100%  | 425             |

Golkar wygrał we wszystkich z 27 prowincji znajdujących się w granicach administracyjnych ówczesnego państwa indonezyjskiego. Zjednoczona Partia na rzecz Rozwoju uzyskała najlepsze wyniki w prowincjach zamieszkałych przez duże skupiska ludności muzułmańskiej (wyspa Jawa oraz Aceh). Indonezyjska Partia Demokratyczna najwięcej głosów uzyskała w prowincji Timor Wschodni oraz Zachodnim Kalimantanie. Wyniki ugrupowań w poszczególnych prowincjach przedstawia poniższa tabela:
| Prowincja                       | Zjednoczona Partia na rzecz Rozwoju | Zjednoczona Partia na rzecz Rozwoju | Golkar     | Golkar | Indonezyjska Partia Demokratyczna | Indonezyjska Partia Demokratyczna |
| Prowincja                       | Głosy                               | %                                   | Głosy      | %      | Głosy                             | %                                 |
| ------------------------------- | ----------------------------------- | ----------------------------------- | ---------- | ------ | --------------------------------- | --------------------------------- |
| Aceh                            | 668 802                             | 31,86%                              | 1 360 379  | 64,81% | 69 993                            | 3,33%                             |
| Sumatra Północna                | 742 958                             | 12,84%                              | 4 648 928  | 80,33% | 395 583                           | 6,84%                             |
| Sumatra Zachodnia               | 188 168                             | 7,74%                               | 2 214 666  | 91,15% | 26 958                            | 1,11%                             |
| Riau                            | 313 013                             | 13,77%                              | 1 879 977  | 82,70% | 80 232                            | 3,53%                             |
| Jambi                           | 76 964                              | 5,90%                               | 1 208 090  | 92,58% | 19 889                            | 1,52%                             |
| Sumatra Południowa              | 446 792                             | 11,30%                              | 3 361 164  | 84,98% | 147 131                           | 3,72%                             |
| Bengkulu                        | 30 344                              | 3,85%                               | 747 140    | 94,77% | 10 903                            | 1,38%                             |
| Lampung                         | 177 244                             | 4,82%                               | 3 424 949  | 93,21% | 72 156                            | 1,96%                             |
| Dżakarta                        | 2 239 418                           | 32,87%                              | 4 451 503  | 65,34% | 121 931                           | 1,79%                             |
| Jawa Zachodnia                  | 6 003 471                           | 25,99%                              | 16 709 824 | 72,34% | 386 938                           | 1,68%                             |
| Jawa Środkowa                   | 4 961 280                           | 29,01%                              | 11 671 667 | 68,26% | 466 840                           | 2,73%                             |
| Yogyakarta                      | 602 739                             | 34,22%                              | 1 102 256  | 62,58% | 56 487                            | 3,21%                             |
| Jawa Wschodnia                  | 6 791 399                           | 33,89%                              | 12 620 089 | 62,97% | 630 708                           | 3,15%                             |
| Bali                            | 60 779                              | 3,28%                               | 1 727 810  | 93,21% | 65 044                            | 3,51%                             |
| Małe Wyspy Sundajskie Zachodnie | 268 022                             | 14,56%                              | 1 484 697  | 80,66% | 87 913                            | 4,78%                             |
| Małe Wyspy Sundajskie Wschodnie | 29 667                              | 1,51%                               | 1 867 339  | 94,94% | 69 880                            | 3,55%                             |
| Timor Wschodni                  | 7 188                               | 1,82%                               | 334 718    | 84,70% | 53 296                            | 13,49%                            |
| Zachodni Kalimantan             | 281 992                             | 15,14%                              | 1 298 746  | 69,72% | 282 035                           | 15,14%                            |
| Centralny Kalimantan            | 95 736                              | 9,83%                               | 843 065    | 86,60% | 34 717                            | 3,57%                             |
| Południowy Kalimantan           | 406 719                             | 25,15%                              | 1 164 085  | 71,98% | 46 471                            | 2,87%                             |
| Wschodni Kalimantan             | 272 961                             | 23,66%                              | 807 678    | 70,02% | 72 902                            | 6,32%                             |
| Celebes Północny                | 42 018                              | 2,44%                               | 1 648 075  | 95,90% | 28 521                            | 1,66%                             |
| Celebes Środkowy                | 114 748                             | 10,39%                              | 937 551    | 84,89% | 52 175                            | 4,72%                             |
| Celebes Południowy              | 322 308                             | 7,34%                               | 4 023 937  | 91,63% | 45 377                            | 1,03%                             |
| Celebes Południowo-Wschodni     | 17 498                              | 2,07%                               | 822 163    | 97,22% | 6 033                             | 0,71%                             |
| Moluki                          | 140 604                             | 12,98%                              | 888 948    | 82,07% | 53 637                            | 4,95%                             |
| Irian Zachodni                  | 38 196                              | 3,62%                               | 938 463    | 88,86% | 79 476                            | 7,53%                             |
| Łącznie                         | 25 341 028                          | 22,43%                              | 84 187 907 | 74,51% | 3 463 226                         | 3,07%                             |